# Roger Baens
Roger Baens   (Molenstede, 18 d'agost de 1933 - Rillaar, 26 de març de 2020) fou un ciclista belga, professional entre 1956 i 1964. Durant la seva carrera esportiva destaquen tres victòries d'etapa a la Volta a Espanya.

## Palmarès
- 1954
  - Vencedor d'una etapa a la Volta a Bèlgica amateur
- 1957
  - Vencedor d'una etapa de la Volta a Espanya
- 1958
  - 1r a la Volta a Limburg
  - 1r a De Drie Zustersteden
  - 1r al Gran Premi de la vila de Zottegem
  - Vencedor d'una etapa de la Volta a Bèlgica
- 1959
  - 1r a l'A través de Bèlgica i vencedor d'una etapa
- 1961
  - Vencedor d'una etapa de la Volta als Països Baixos
- 1963
  - Vencedor de 2 etapes de la Volta a Espanya

### Resultats al Tour de França
- 1962. 43è de la classificació general
- 1963. Abandona (10a etapa)

### Resultats a la Volta a Espanya
- 1957. 22è de la classificació general. Vencedor d'una etapa
- 1963. 22è de la classificació general. Vencedor de 2 etapes